# رامونگو
رامونگو شهری در شهرستان رامونگو در استان بولکیمده در بورکینافاسوی غربی مرکزی است جمعیت آن ۲۵۰۰ نفر است.